# Elephastomus howdeni
Elephastomus howdeni är en skalbaggsart som beskrevs av Nikolajev 1990. Elephastomus howdeni ingår i släktet Elephastomus och familjen Bolboceratidae. Inga underarter finns listade i Catalogue of Life.